# Phaegoptera dissimilis
Phaegoptera dissimilis är en fjärilsart som beskrevs av Gottfried Christian Reich 1934. Phaegoptera dissimilis ingår i släktet Phaegoptera och familjen björnspinnare. Inga underarter finns listade i Catalogue of Life.